# タジキスタンの在外公館の一覧

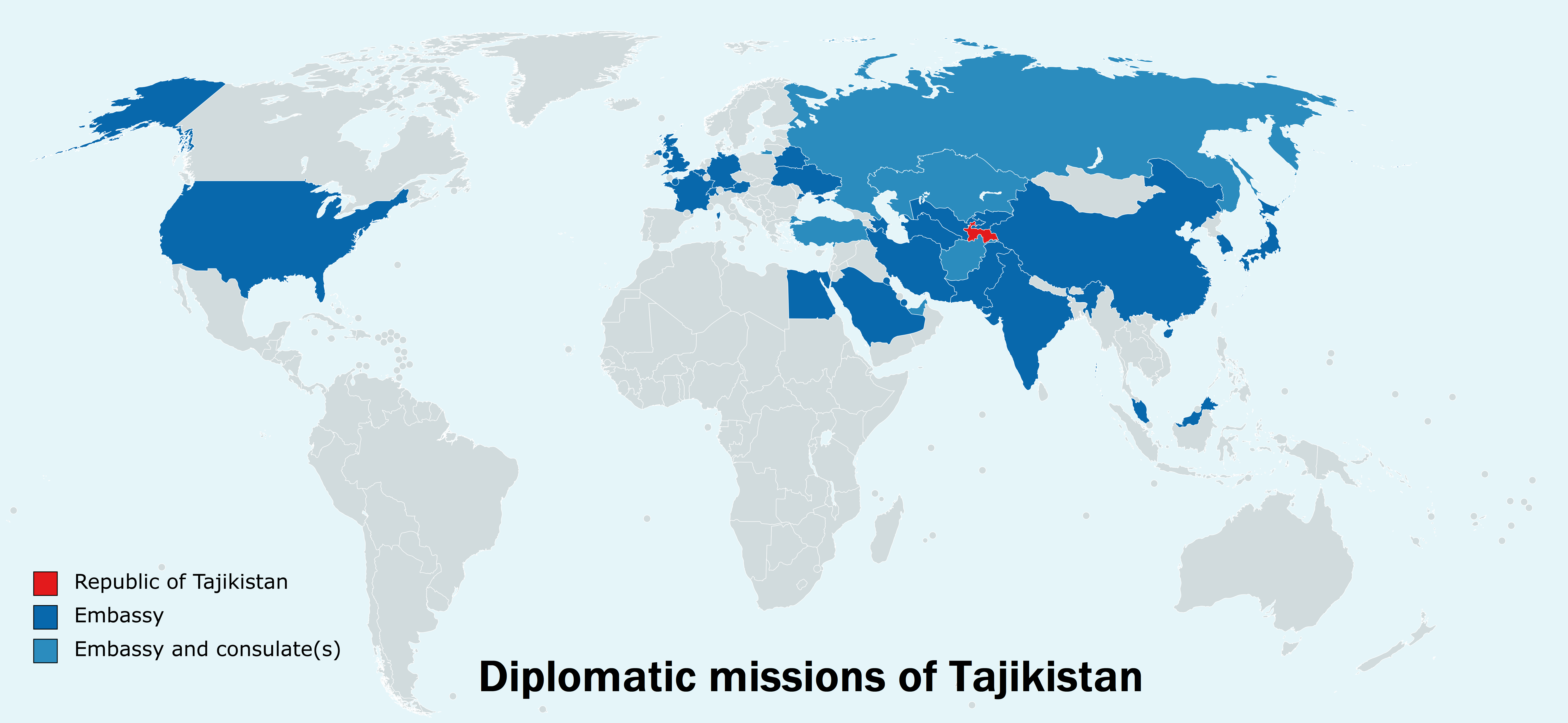
タジキスタンが在外公館を置く国

タジキスタンの在外公館の一覧は、タジキスタンが置く在外公館の一覧(名誉総領事は除く)。

## ヨーロッパ

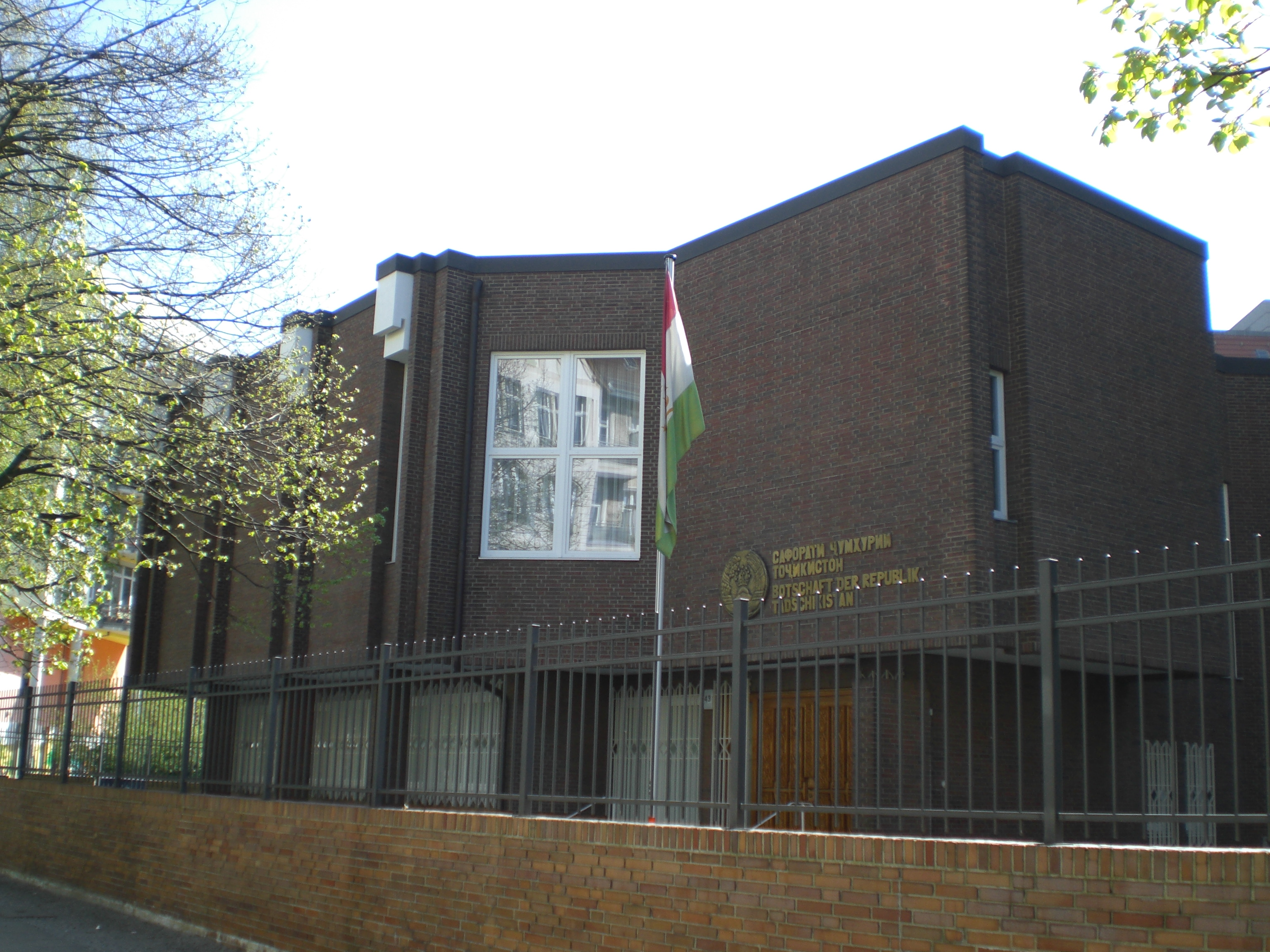
在ドイツタジキスタン大使館

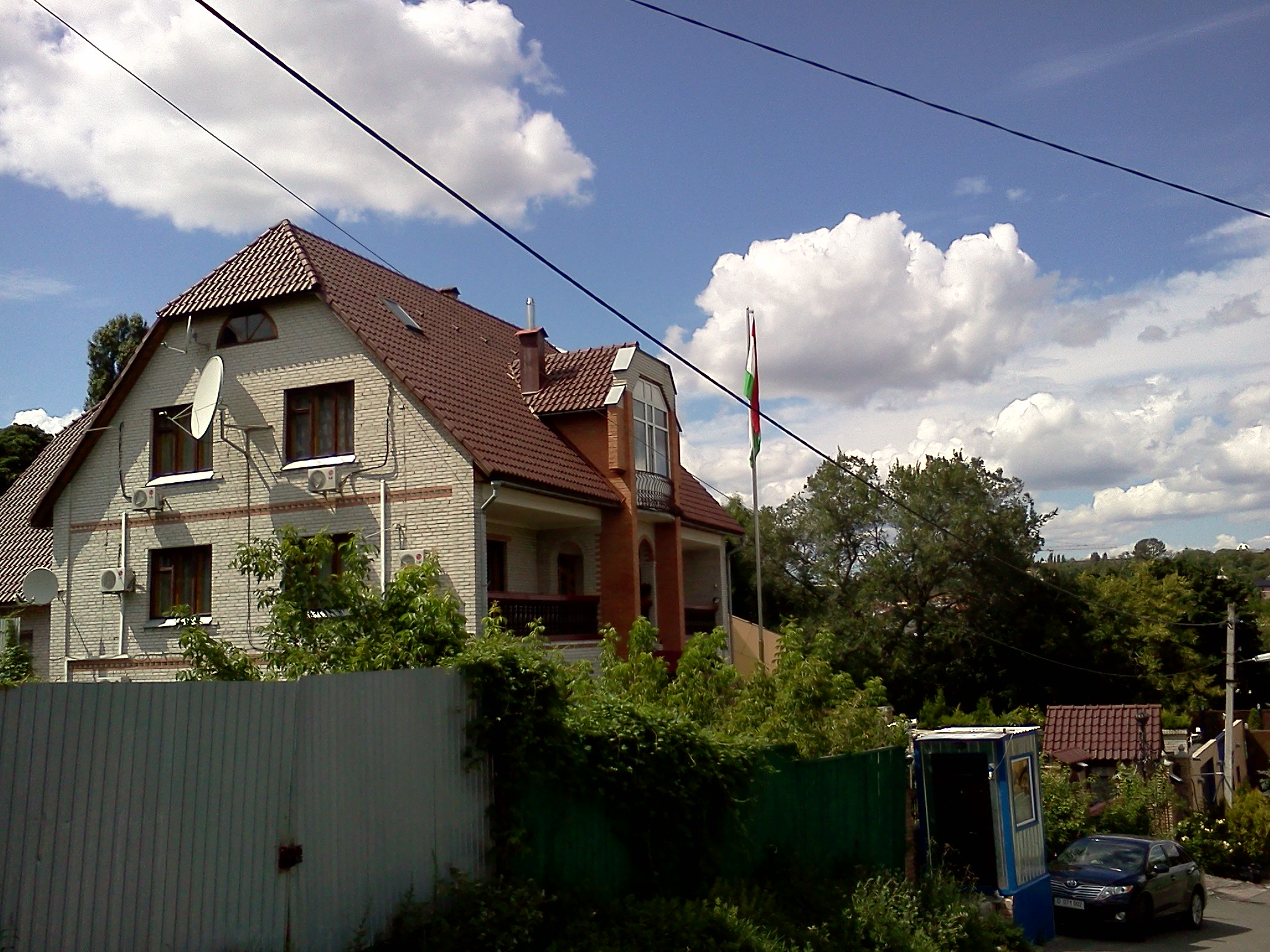
在ウクライナタジキスタン大使館

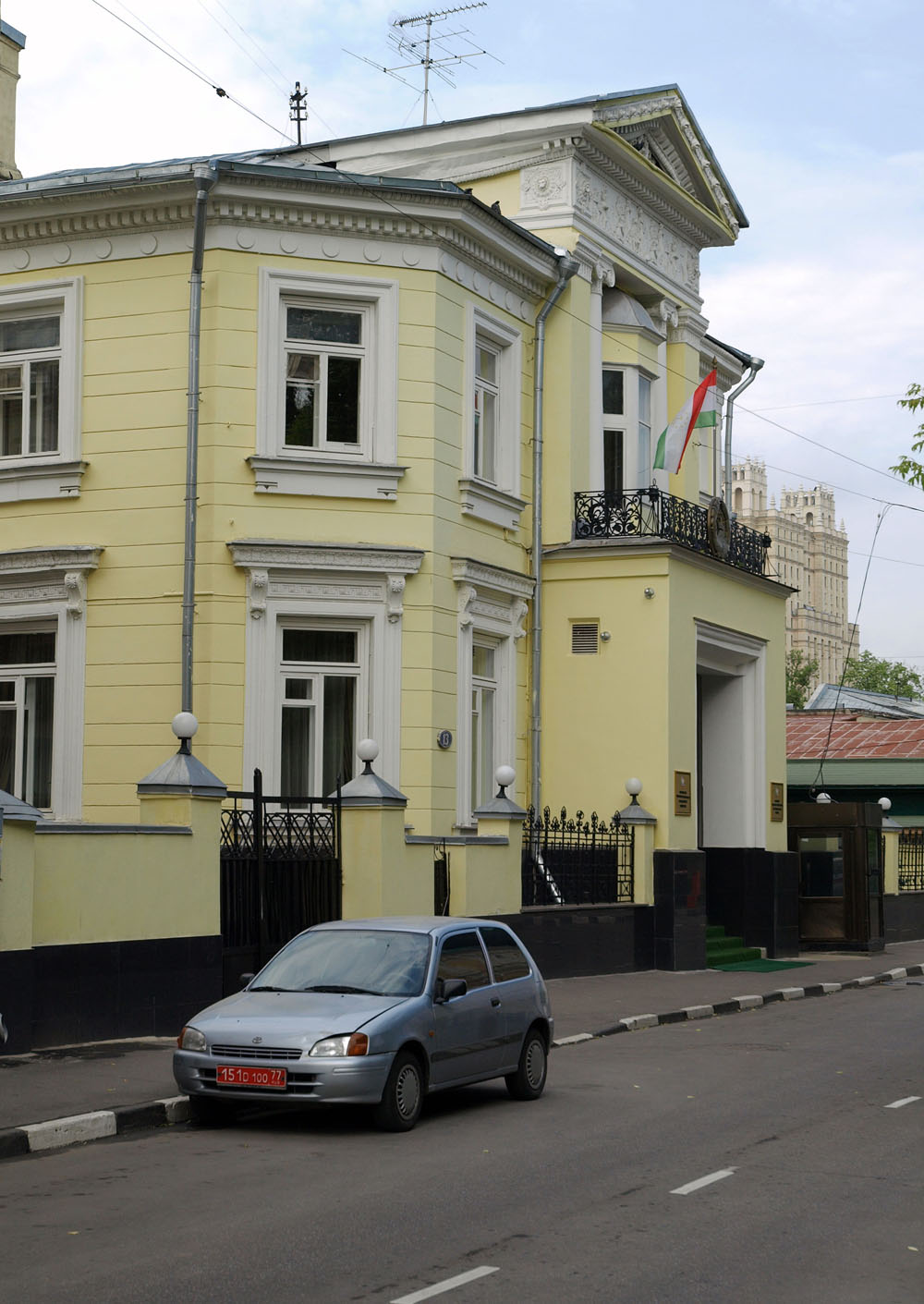
在ロシアタジキスタン大使館

- オーストリア
  - ウィーン (大使館)
- ベラルーシ
  - ミンスク (大使館)
- ベルギー
  - ブリュッセル (大使館)
- ドイツ
  - ベルリン (大使館)
- ロシア
  - モスクワ (大使館)
- イギリス
  - ロンドン (大使館)
- ウクライナ
  - キエフ (大使館)

## 北アメリカ

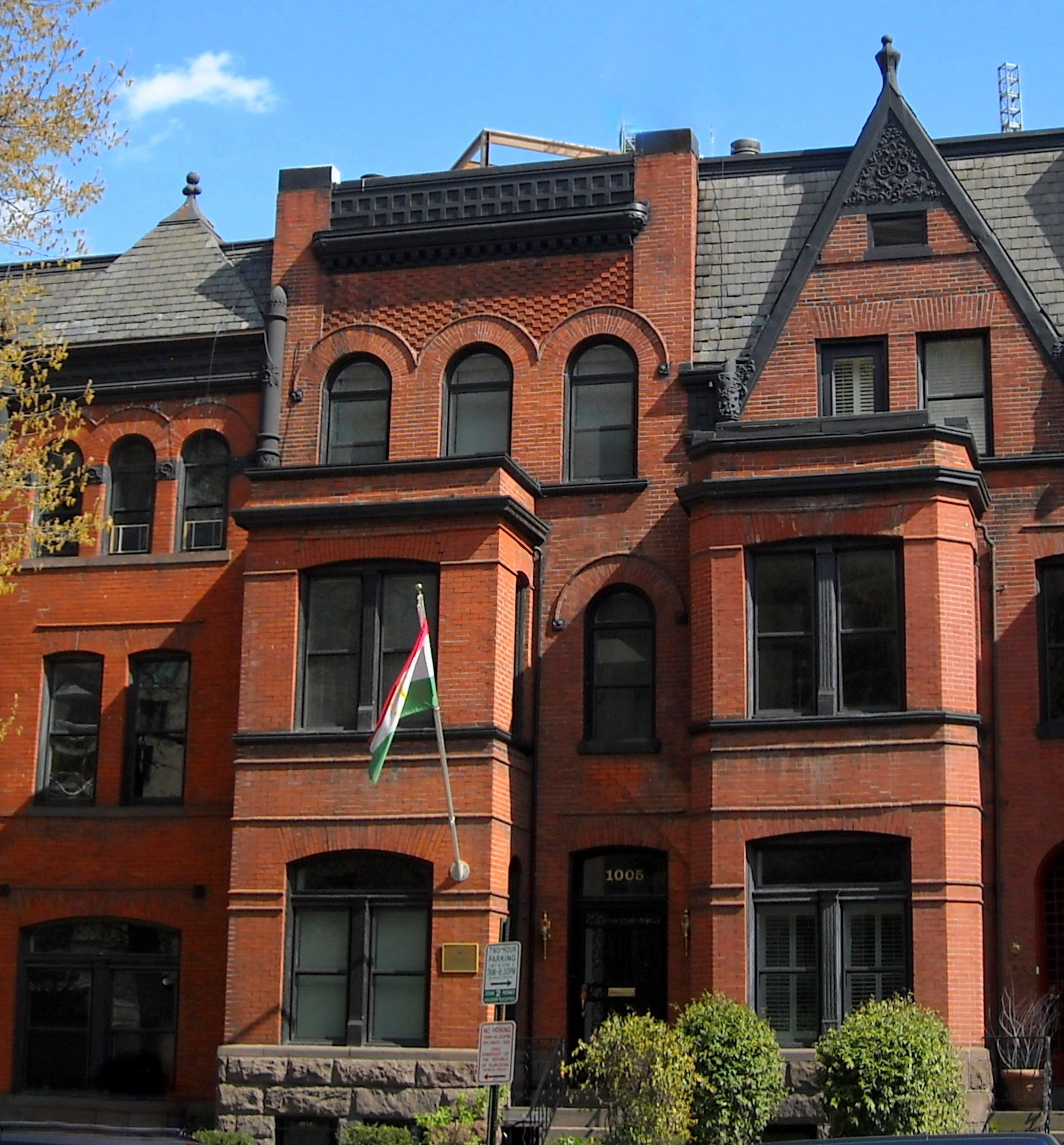
在アメリカ合衆国タジキスタン大使館

- アメリカ合衆国
  - ワシントンD.C. (大使館)

## 中東
- アフガニスタン
  - カーブル (大使館)
- アゼルバイジャン
  - バクー (大使館)
- イラン
  - テヘラン (大使館)
- アラブ首長国連邦
  - ドバイ (領事館)
- トルコ
  - アンカラ (大使館)

## アジア
- - マザーリシャリーフ (総領事館)
- 中国
  - 北京 (大使館)
- インド
  - ニューデリー (大使館)
- 日本
  - 東京 (大使館[1])
- カザフスタン
  - アスタナ (大使館)
  - アルマトイ (領事館)
- キルギス
  - ビシュケク (大使館)
- パキスタン
  - イスラマバード (大使館)
  - カラチ (領事館)
- トルクメニスタン
  - アシガバート (大使館)
- ウズベキスタン
  - タシュケント (大使館)

## 多国間組織
- ニューヨーク (国際連合代表団)